# Challenger de Stanford 2023
El Golden Gate Open 2023 fue un torneo de tenis perteneció al ATP Challenger Tour 2023 y a la WTA 125K serie 2023 en la categoría Challenger 75 y WTA 125s. El torneo tuvo lugar en la ciudad de Stanford (Estados Unidos), desde el 13 hasta el 19 de agosto de 2023 sobre pista dura.

## Cabezas de serie

### Jugadores participantes del cuadro de individuales
| Favorito | País                      | Jugador                | Rank1 | Posición en el torneo |
| -------- | ------------------------- | ---------------------- | ----- | --------------------- |
| 1        | Bandera de Francia        | Arthur Rinderknech     | 61    | Baja                  |
| 2        | Bandera de Japón          | Yosuke Watanuki        | 94    | Semifinales, retiro   |
| 3        | Bandera de Estados Unidos | Michael Mmoh           | 104   | Cuartos de final      |
| 4        | Bandera de Francia        | Constant Lestienne     | 114   | CAMPEÓN               |
| 5        | Bandera de Croacia        | Borna Gojo             | 117   | Cuartos de final      |
| 6        | Bandera de Australia      | James Duckworth        | 124   | Cuartos de final      |
| 7        | Bandera de Estados Unidos | Aleksandar Kovacevic   | 129   | Cuartos de final      |
| 8        | Bandera de Argentina      | Thiago Agustín Tirante | 134   | Primera ronda         |

- 1 Se ha tomado en cuenta el ranking del 7 de agosto de 2023.

### Otros participantes
Los siguientes jugadores recibieron una invitación (wild card), por lo tanto ingresan directamente al cuadro principal (WC):
- Samir Banerjee
- Ethan Quinn
- Fernando Verdasco

Los siguientes jugadores ingresan al cuadro principal tras disputar el cuadro clasificatorio (Q):
- Tristan Boyer
- Nick Chappell
- Alexander Cozbinov
- Jason Jung
- Mitchell Krueger
- Emilio Nava

### Individuales femenino
| Tenista           | Ranking | Preclasificada |
| Tamara Korpatsch  | 80      | 1              |
| Kamilla Rakhimova | 82      | 2              |
| Claire Liu        | 83      | 3              |
| Nao Hibino        | 84      | 4              |
| Diana Shnaider    | 87      | 5              |
| Kateryna Baindl   | 88      | 6              |
| Rebecca Peterson  | 89      | 7              |
| Danka Kovinić     | 97      | 8              |

- Ranking del 7 de agosto de 2023.

### Dobles femenino
| Tenista                                 | Ranking | Preclasificada |
| Ingrid Gamarra Martins Lidziya Marozava | 120     | 1              |
| Makoto Ninomiya Sabrina Santamaria      | 141     | 2              |
| Kamilla Rakhimova Iryna Shymanovich     | 193     | 3              |
| Sophie Chang Heather Watson             | 197     | 4              |

## Campeones

### Individual Masculino
Constant Lestienne derrotó en la final a  Emilio Nava , 7–6(4), 6–2

### Dobles Masculino
Diego Hidalgo /  Cristian Rodríguez derrotaron en la final a  Julian Cash /  Henry Patten, 6–7(1), 6–4, [10–8]

## Campeonas

### Individuales femeninos
Wang Yafan venció a  Kamilla Rakhimova por 6–2, 6–0

### Dobles femenino
Jodie Burrage /  Olivia Gadecki vencieron a  Hailey Baptiste /  Claire Liu por 7–6(4), 6–7(6), [10–8]